# Thibaut Duval
Thibaut Duval, född 1 februari 1979, är en friidrottare från Belgien. Han deltog vid olympiska sommarspelen 2000.